# 루마니아 문학
다음은 루마니아 문학에 관한 설명이다.
루마니아는 동로마의 문화를 가진 라틴 민족의 나라이지만 옛날부터 슬라브의 지속된 칩입으로 국가가 사라졌다가 재구성되었으며 19세기에 들어 러시아, 오스트리아, 오스만 3국이 루마니아를 분할 지배하였고, 제6차 러시아-오스만 전쟁에서 오스만 제국이 패배함으로 루마니아라는 민족적 자주성이 나타나기 시작하였다. 18세기 후반부터 오스만의 문화를 배척하고 러시아 제국의 슬라브 문화 영향을 받으면서 루마니아 민족적인 문화가 발달하게 되었다. 그러나 실제로 이 나라를 대표하는 문학사상의 첫 인물은 19세기 중엽에 나온 국민시인 알렉산드리(1821-1890)이다. 이즈음 루마니아는 겨우 근대국가로서 통일되었다. 뒤이어 1864년에는 유명한 문학 그룹 ‘청년’의 결성과 기관지 <문학 담화>의 발행(1867), 또한 1866년의 학사원의 설립 등 루마니아 사상 획기적인 사건이 잇달아 일어났다. ‘청년’은 교육자이자 정치가인 마요레스크(1840-1917)를 중심으로 국민문학의 진흥을 위해 발족되었다. 여기에서는 루마니아 최대의 시인인 <초저녁의 금성> 등 훌륭한 작품을 남긴 에미네스쿠(1850-1889), 주옥과 같은 민요와 자서전 <소년 시절의 추억>을 남긴 산문작가 크량가(1837-1889), 그 밖에 훌륭한 문인이 많이 배출되었다. 루마니아 최대의 극작가로 <잃어버린 편지> 및 <폭풍의 밤> 등 사회 풍자희극으로 국제적 명성을 얻은 카라지알레(1852-1912)도 이 시기에 활약했다. 금세기에 들어와서는 시인 코시부크(1866-1918), 블라후차(1958-1919), 요시프(1875-1913)와 역사가이자 평론가인 요르가(1871-1940)가 중심이 되어 문예평론 잡지 <씨뿌리는 사람>이 간행되어, 새로운 국민문학 운동의 발달을 도왔다. 그러나 제1차 세계대전 후의 루마니아 문학은 이 운동뿐만 아니라 프랑스 문학의 영향도 강하게 받았다. 로맹 롤랑이 격찬했고 <발칸의 고리키>라고 불리었던 이스토라치(1884-1935)가 폭발적 인기를 얻은 것도 바로 이 시기이며, 그의 작품은 대부분이 프랑스어로 되어 있기 때문에 다소 이질적인 존재이다. 본국에서 금세기 최대의 작가로 꼽히는 작가는 <미토랴코코르>를 비롯해서 수많은 장편 농민소설을 쓴 사도베아누(1880-1961)이다. 이 밖에 제2차 세계대전 전후부터 최근까지 혹은 현재도 아직 활약하고 있는 주요 작가로는 소설가 레브레아누(1885-1944), 스탄쿠(1902-?), 시인 고가(1881-1939), 아르게지(1880- ), 극작가 세바스찬(1907-1946), 카미르페 토레스쿠(1894-1957), 로비네스쿠(1917- )를 들 수 있다. 끝으로 루마니아 본국에서는 거의 무시되고 있으나 소설 <25시(時)>로 국제적으로 알려진 망명작가 게오르규(1916-1992)의 이름을 덧붙이지 않을 수 없다.